# Orangerie (Gera)

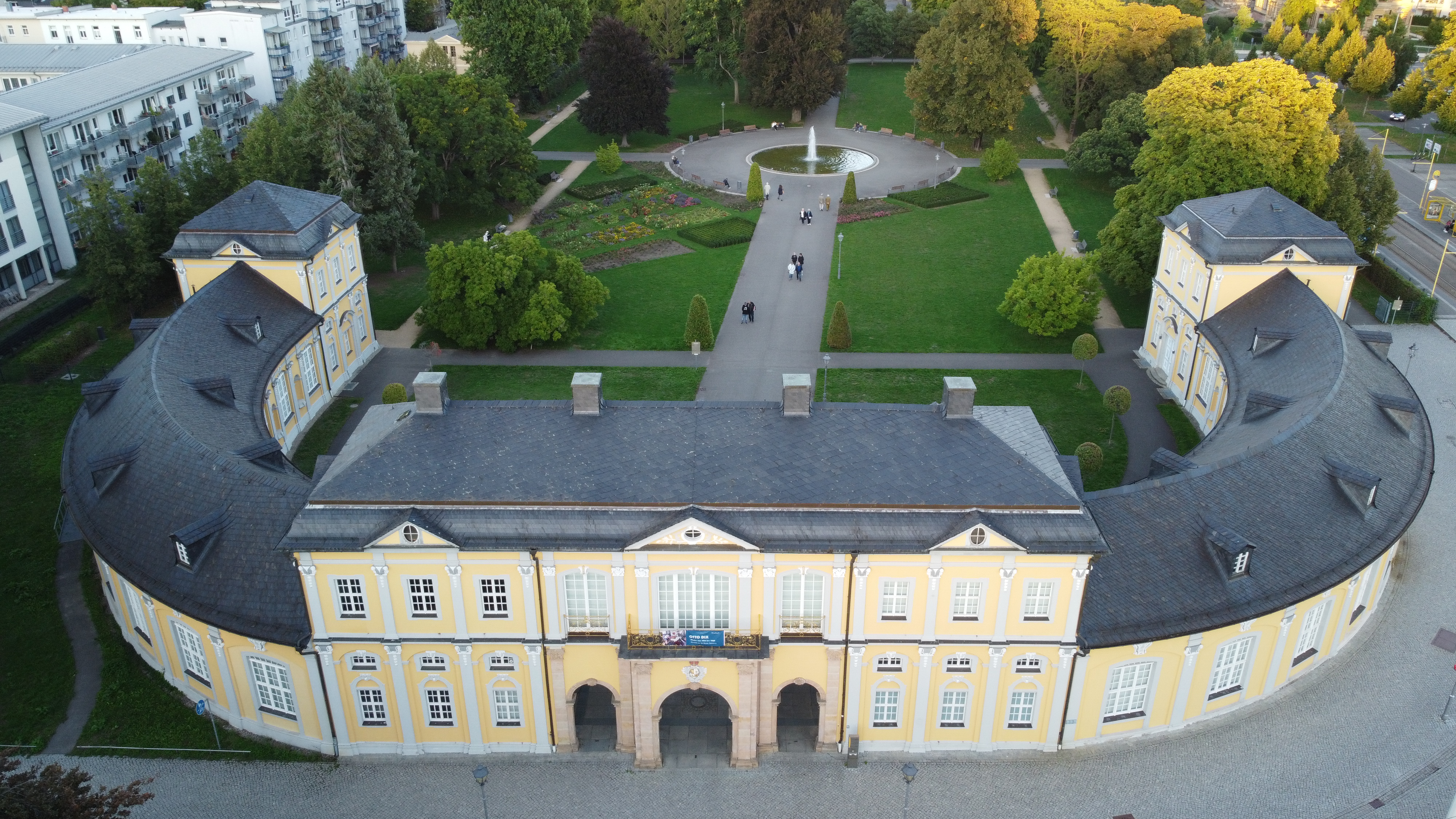
Frontansicht der Orangerie mit Küchengarten

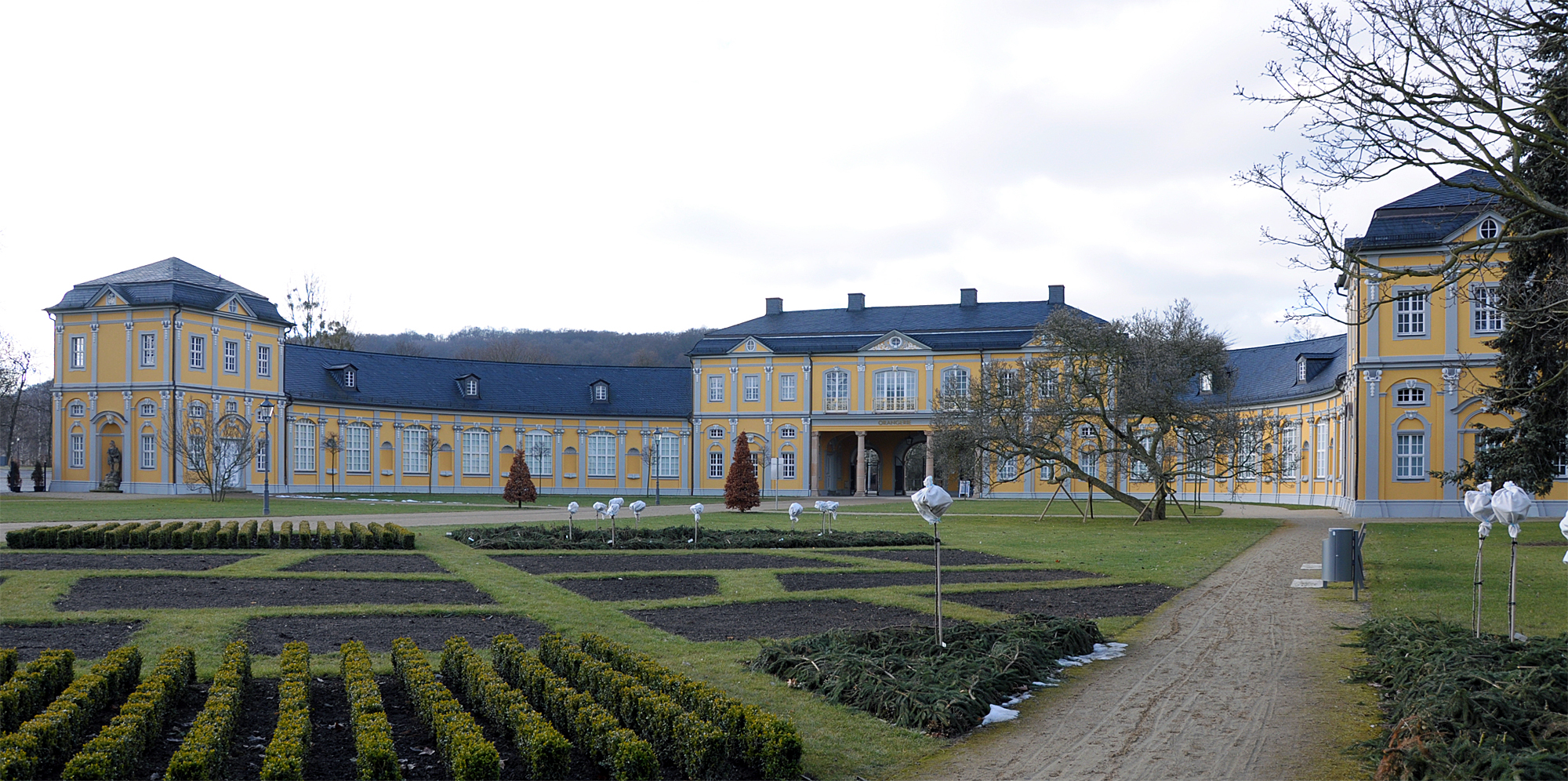
Gesamtansicht der Orangerie

Die Orangerie ist ein Barockbauwerk in Gera. Sie bildet den westlichen Abschluss des Küchengartens im Stadtteil Untermhaus. Seit 1972 beherbergt sie die Kunstsammlung Gera, dessen Fundament sie bildet. Diese nutzt seit 1991 auch das Otto-Dix-Haus als zweites Ausstellungsgebäude.

## Geschichte
Das Gebäude wurde als Orangerie zwischen 1729 und 1732 im Auftrag des Grafen Heinrich XVIII. Reuß-Gera erbaut. Architekt der spätbarocken Zweiflügelanlage im Geraer Küchengarten, welcher ursprünglich als Barockgarten eine formal-französische Anlage war, war der fürstlich-sächsische Landesbaumeister Gottfried Heinrich Krohne. Der Mittelpavillon mit Festsaal entstand erst von 1748 bis 1749. Die Form eines Halbkreises erinnert an das einstige Orangerie-Haus (Berlin), das Johann Arnold Nering 1685 errichtet hatte.

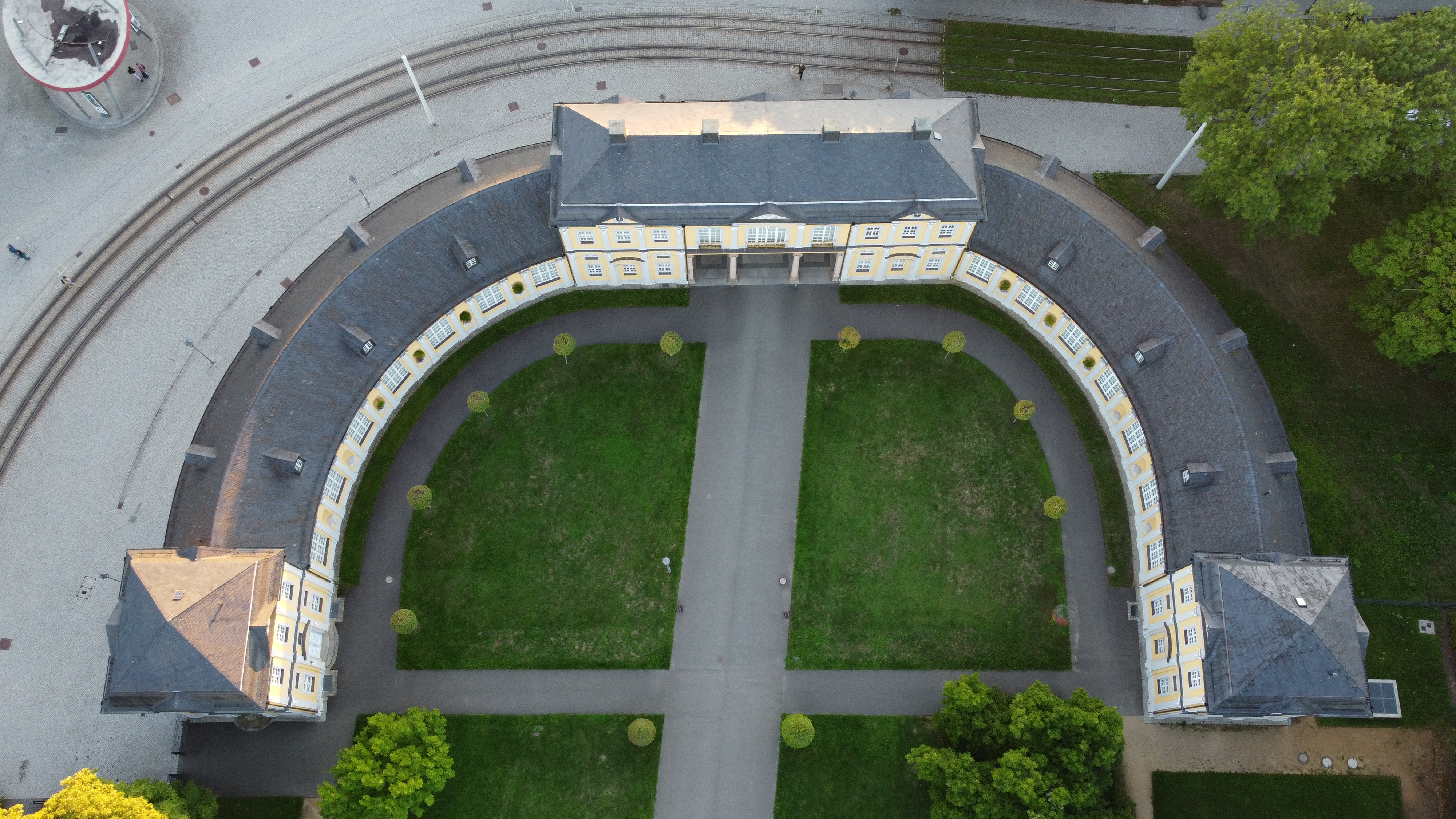
Luftaufnahme der Orangerie

Zunächst diente die Orangerie als Orangen- und Gewächshaus. Nach dem Tod des letzten Grafen aus dem Hause Reuß-Gera im Jahr 1802 wurde die Orangerie als solche durch das Fürstenhaus aufgegeben und erfuhr im Verlauf des 19. Jahrhunderts dann wechselvolle Verwendung als Lazarett und Pferdestall, Turnhalle und Kaffeehaus. Von 1878 bis 1919 war sie Domizil des Geraer Kunstvereins.

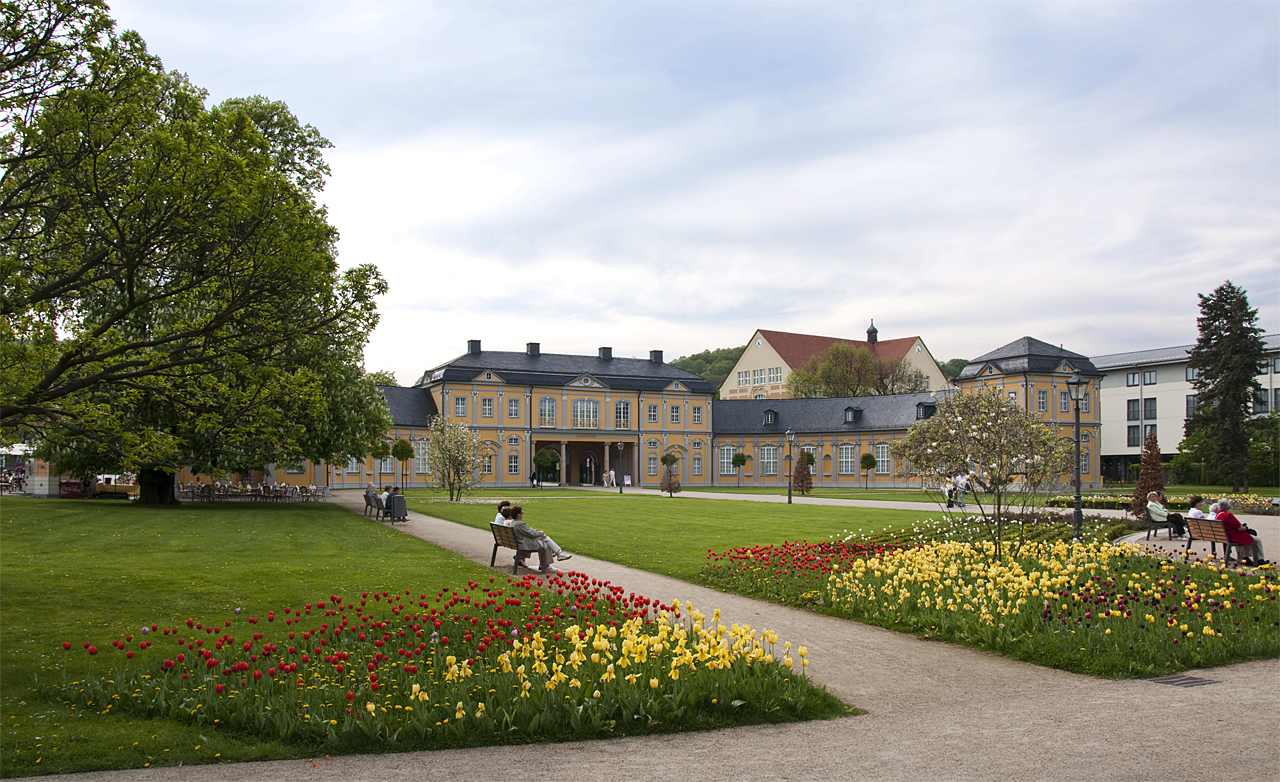
Küchengarten und Orangerie

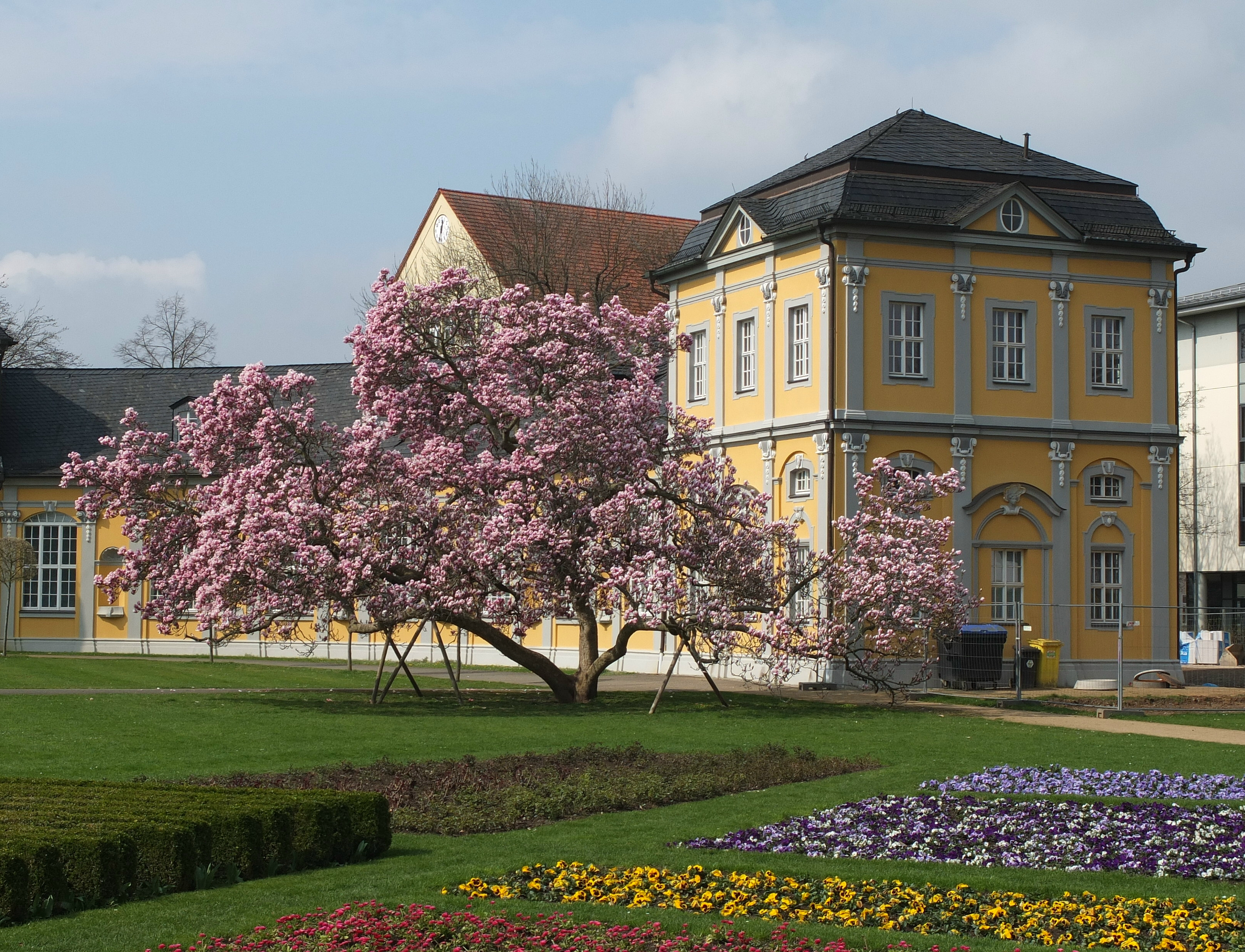
Magnolie vor dem Nordflügel

Bei dem Luftangriff am 6. April 1945 wurde die Orangerie, besonders in ihrem Südflügel, stark durch Bomben beschädigt.
1947 begann die museale Nutzung des Gebäudes mit einer Sonderausstellung „Musik und Theater in Gera“. 1953, nach dem Tod Stalins, wurde der Küchengarten zu einem Stalin-Gedenkpark und die Orangerie zum Museum für Geschichte der revolutionären Arbeiterbewegung des Bezirkes Gera umgestaltet. 1963 wurde dieses Museum Bestandteil des Stadtmuseums, fortan wurde das Gebäude für wechselnde Sonderausstellungen genutzt.
Seit 1972 dient die Orangerie schließlich als Präsentationshalle für Bestands- und Wechselausstellung der Kunstsammlung Gera. Die Kunstsammlung besteht aus Gemälden (u. a. von Rembrandt, Jan van Goyen, Lucas Cranach dem Älteren, Domenico Tintoretto u. a.), ferner Druckgrafiken, Zeichnungen und Plastiken vom Mittelalter bis zur Gegenwart und umfasst knapp 15.000 Objekte; die graphische Sammlung umfasst Blätter von der Dürerzeit bis zur Gegenwart. 1982 wurde die Sammlung „Handzeichnungen der DDR“ gegründet. Vorgesehen war damals, jährlich etwa 100 bis 150 Arbeiten anzukaufen.
Der Nordflügel der Orangerie präsentiert die Dauerausstellung zum expressiven Spätwerk von Otto Dix mit Bildern aus den Jahren von 1944 bis 1969. Highlights und ausgewählte Werke aus der Sammlung werden in temporären Themen-Ausstellungen ebenso in der Orangerie präsentiert.
In Vorbereitung auf die Bundesgartenschau 2007 wurde die Orangerie umfassend saniert. Der Küchengarten wurde neu gestaltet und gehörte zu den offiziellen BUGA-Begleitprojekten. Im Mai 2007 erhielt der neu geschaffene Vorplatz der Orangerie die Bezeichnung Orangerieplatz.
Mitte der 2010er Jahre mussten Hochwasserschäden beseitigt werden.